# Karin (manga)
Karin (かりん?), también conocida como Chibi Vampire en algunas traducciones oficiales, es una serie de manga escrita e ilustrada por Yuna Kagesaki. La primera publicación del manga fue en octubre de 2003. Posteriormente, también se produjo un anime basado en el manga, que comenzó a emitirse el 3 de noviembre de 2005.

## Argumento
Karin Maaka es una adolescente que vive en el Japón actual junto a sus dos hermanos y sus padres. Aunque parezca una joven normal, guarda un gran secreto: es descendiente de una larga estirpe de vampiros que emigró al país. Karin no solo forma parte de un grupo que es rechazado socialmente sino que también lo es entre su familia, ya que no es una vampiresa normal. Ella no necesita beber sangre; puede estar bajo la luz del sol sin quemarse; no le gusta la oscuridad; se relaciona con humanos, y lo más importante; en vez de chupar la sangre de los humanos, se la inyecta ya que ella produce sangre de más. 
Los miembros de su familia aparte de ser vampiros son bastante particulares, todos ellos solo se satisfacen con la sangre de determinadas personas, por ejemplo a su madre Carrera solo le gusta la de mentirosos que causan daños. Su padre, Henry, a quien le gusta la sangre de personas orgullosas, está dominado por su esposa y protege a riesgo de su propia vida a su hija. Su hermano mayor Ren, a quien le gusta la sangre de gente estresada, es un mujeriego que siempre anda buscando conquistas nuevas. Su hermana menor Anju que no ha despertado del todo como vampiro.
Kenta Usui es el nombre del coprotagonista, un muchacho que se transfiere a la escuela de Karin. Con su llegada la aparente normalidad es dejada atrás, desde el primer momento ella se siente alterada con su presencia. En el transcurso de los capítulos Karin deberá resolver este problema y la relación que va surgiendo con él.
En el anime cambia radicalmente la historia con el manga a partir del despertar de Elda Marker, la abuela de Karin.

## Personajes
Karin Maaka
Voz por: Sayuri Yahagi
Es una chica vampiro algo especial, ya que es capaz de soportar la luz del sol, el olor de los ajos... por lo que trata de vivir su vida lo más normal que puede. Por culpa de eso, su familia la considera una anormal y le reprochan mucho su discapacidad siendo vampiro. Karin al despertar como vampiro desarrolla un gusto por la sangre de las personas que son infelices, y la cosa se complica ante la llegada de Usui Kenta ya que él es muy infeliz. Es una chica muy buena, inocente y un poco despistada. Además, es la única en su familia que no puede borrar la mente de sus víctimas para que olviden que fueron mordidas por lo que necesita constantemente la ayuda de su hermana Anju cuando siente la necesidad de inyectarle a alguien su sangre. Está enamorada desde el primer momento de Usui, él es su primer amor, con la llegada de Winner sus sentimientos se confunden, pero se da cuenta de que en verdad a quien quiere es a Usui.
Kenta Usui
Voz por: Katsuyuki Konishi
Kenta es un chico que junto a su madre llegó escapándose de su vida en el antiguo lugar en el que vivía, se transfiere a la escuela de Karin. A pesar de su aspecto que da miedo, Kenta Usui es en realidad es un muchacho de muy buen corazón. Está pasando por un mal momento con su madre que no logra encontrar un trabajo y deben vivir muy humildemente por lo que él ayuda con los gastos trabajando en el mismo restaurante que Karin. Anda siempre ayudando a Karin para que nadie se dé cuenta que ella es un vampiro. Él está enamorado de Karin
Tokitou Maki
Voz por: Mikako Takahashi
Es la mejor amiga de Karin y su compañera de clases. Es muy alegre y buena y es desastrosa cocinando. Karin y ella se conocen desde que son pequeñas, aunque no sabe que Karin es una vampiresa. Es la primera persona en darse cuenta de que a Karin le atrae Usui. Ella está enamorada de Winner, a lo que al saber que Winner solo piensa en Karin se siente triste. Ella está celosa de Karin porque es todo lo que ella no es y además de que Winner está enamorado de Karin, pero ella quiere mucho a Karin así que en vez de hacer la vida imposible lo que hace es darle consejos y ayudarla con Usui (porque sabe que a Karin le gusta Usui).
Anju Maaka
Voz por: Yūka Inokuchi
Es la hermana menor de Karin. Es una chica con el pelo de color gris, que siempre lleva un vestido negro. También, una característica suya es llevar siempre con ella un muñeco parlante que encierra el alma de un asesino en serie. Es muy callada y oscura pero quiere muchísimo a su hermana aunque no lo deje ver muy a menudo. Es mucho más responsable que su hermana y trata de ayudarla sobre todo en borrarle la mente a los humanos que Karin muerde. A pesar de que ella aún no ha despertado como vampiro, tiene el poder de borrar las memorias de las personas usando los murciélagos a los que puede controlar, y le molesta bastante la luz del sol aunque no le pasa nada grave si se expone a ella.
Carrera Maaka
Voz por: Emi Shinohara
La madre de Karin, es una mujer muy hermosa y coqueta aunque es bastante fría con su familia, en especial con Karin al fallar tanto como vampiro, aunque en el fondo la quiere. Es temperamental y tiene un carácter muy fuerte, por lo que no duda en arrear un golpe a alguien que le moleste. Le gusta exclusivamente la sangre de las personas mentirosas, y es muy exigente con eso por lo que tienen que ser personas muy enfermizas para que le agraden a Carrera.
Henry Maaka
Voz por: Hiroshi Matsumoto
El padre de Karin, es alto con cabello oscuro y que lleva barba y bigote. Es un hombre un poco atolondrado que quiere mucho a sus hijos, por lo que es bastante sobreprotector y sobre todo con Karin. Siempre hace caso a su mujer ya que es manipulado y amenazado por esta. También él tiene un gusto de sangre en especial, que es el de las personas orgullosas. 
Ren Maaka
Voz por: Jun'ichi Suwabe
Es el hermano mayor de Karin y Anju. Casi no pasa tiempo en casa porque prefiere vivir en el techo de sus víctimas, que principalmente son mujeres estresadas, pero en cuanto las muerde les quita todo el estrés por lo que al final acaban siendo más hermosas, pero una vez que esto ocurre deja de sentir interés hacia ellas. Es un mujeriego y un egocéntrico. Odia la determinación de Karin de querer ser una persona normal, aparte que le gusta molestarla con frecuencia. A pesar de todo quiere a sus hermanas menores y guía a Karin en esta nueva etapa de su vida vampiresca.
Fumio Usui
Voz por: Aya Hisakawa
Es la joven madre de Kenta. Queda sola cuando su hijo era un bebé y desde entonces trata de sobrevivir como puede. Trata siempre de ocultar sus penas a Kenta aunque éste sabe del sufrimiento de su madre, por lo que hace que se preocupe más. En los primeros capítulos es una persona absolutamente desdichada pero, al convertirse en la primera víctima de Karin esta última le chupa esa desdicha, y durante un tiempo es muy optimista y cariñosa hasta que se le pasan los efectos. Siempre es echada de sus trabajos porque siempre atrae irremediablemente a los hombres, y es bastante patosa. También huyó de su casa para alejarse de su madre, porque la tortura psicológicamente a ella y a su hijo.
- Elda Marker:

Es la madre de Henry, por lo tanto es también la abuela de Anju, Ren y Karin. Suele tener un carácter frío y cruel, y odio a los humanos a los que solo utiliza para chuparles la sangre. Ella fue una de las primeras vampiras colonizadoras de Japón hace doscientos años. En apariencia, su físico es muy parecido al de Karin por lo que las han llegado a confundir alguna vez, aunque tenga el pelo rosado, más largo y que tenga también los ojos rojos. También porta siempre con ella una sombrilla. 
- Winner Sinclair:

Este personaje es exclusivo del anime. Caza Vampiros, nieto de Victor Sinclair. Llega de Europa a Japón en busca de vampiros para cazar.
Es un joven impulsivo, firme en sus ideas y muy seguidor de la justicia y el honor.
En su primer día de clases, conoce a Karin y se enamora inmediatamente de ella, porque cuando era pequeño tuvo la "fortuna" de ser mordido por ella, y desde ese día vive enamorado de ella. Luego se enfrentaría a Kenta por el amor de Karin. Tokitou Maki esta perdidamente enamorada de él, aunque el no está interesado.
- Victor Sinclair:

Personaje exclusivo del anime. Él es Abuelo de Winner, nieto de Alfred Sinclair (amante de Elda). Es un anciano con una venganza pendiente con la familia Maaka y en especial con Elda Marker. Siente un odio muy grande por los vampiros, porque por culpa de estos su familia perdió el honor. Se podría decir que es el "malo" de la serie.
- Boogie:

Es el mejor amigo de Anju al que ella lleva a todos lados. Es un muñeco muy sarcástico y molesta mucho a Karin por su ineptitud como vampiro. En verdad, es el alma de un asesino en serie que fue encerrado en el muñeco. Si pasa mucho tiempo alejado de Anju, es posible que escape.
- Alfred sinclair:

Personaje exclusivo del anime. Es el amor de Elda, abuelo de karin quien quería ser un gran botánico el amaba a Elda y tenía la esperanza de que los humanos y los vampiros pudieran convivir entre sí. Elda lo mordió porque él se lo pidió y dejó de amarla y la odio pero cuando ella escapo el regreso en si y la amaba de nuevo pero era demasiado tarde ella ya se había ido.
- Tachibana Yuriya:

Personaje exclusivo del manga. Es hija de un humano y de un vampiro, trabaja con Karin. Ella al igual que Karin puede salir de día, pero una vez al mes le da sed y se tiene que encerrar en su casa, siendo un día un vampiro "normal". Ella fue a la ciudad a buscar ayuda al padre de Henry. Ya que no sabía que había muerto. 
- Fukumi Naitou:

Personaje del manga y anime. Delegada y compañera de clase de Karin. Participa más en el manga.
- Yukarin:

Personaje del manga y anime. Compañera de clase de Karin, aparece en el episodio 4 dándole una cruz a Karin.
- Shusei Lizuka:

Personaje exclusivo del manga. Padre de Kentai Usui.
- Suguru Koibuchi, Yuika Teranishi y Sera Hiromitsu:

Personajes exclusivos del manga.Compañeros de clase de Anju, Yuika aparece en el episodio 17 en la casa del terror asustada por los ojos de Kenta Usui.
- Kanon Usui:

Personaje exclusivo del manga. Hija de Kenta Usui y Karin Maaka
- Rei Maaka:

Personaje exclusivo del manga. Hijo de Ren Maaka y Bridget.

## Media

### Anime
En el 2005, se adaptó un anime que produjo J.C.Staff y el director fue Shinichiro Kimura. Tiene 24 episodios que se empezaron a emitir en la cadena WOWOW el 3 de noviembre de 2005 y acabaron de emitirse el 11 de mayo de 2006.

#### Lista de episodios
Capítulo 01: La hemorragia es tan vergonzosa

Capítulo 02: Lo que me gusta es vergonzoso

Capítulo 03: La felicidad es tan vergonzosa

Capítulo 04: Ser expuesta es tan vergonzoso

Capítulo 05: Una reunión familiar es tan vergonzosa

Capítulo 06: Una madre enérgica es tan vergonzosa

Capítulo 07: Que me persigan es tan vergonzoso

Capítulo 08: Que me descubran es tan vergonzoso

Capítulo 09: Los recuerdos son tan vergonzosos

Capítulo 10: Mi papá es tan vergonzoso

Capítulo 11: ¡Es verano! ¡Es la piscina! ¡Es tan vergonzoso!

Capítulo 12: Mi hermano mayor es tan vergonzoso

Capítulo 13: Darse cuenta de algo es tan vergonzoso

Capítulo 14: Estar juntos hasta la mañana es tan vergonzoso

Capítulo 15: Elda aparece es tan vergonzoso

Capítulo 16: La historia de amor de Elda es tan vergonzosa

Capítulo 17: Decirle adiós a Elda es tan vergonzoso

Capítulo 18: El secreto de mi hermano es tan vergonzoso

Capítulo 19: La Nochebuena es tan vergonzosa

Capítulo 20: La primera vez es tan vergonzosa

Capítulo 21: Lo que debo hacer es tan vergonzoso

Capítulo 22: Ser un niño perdido es tan vergonzoso

Capítulo 23: El adiós es tan vergonzoso

Capítulo 24: Estar siempre juntos es tan vergonzoso
- Datos: Q1068865